# 칠교놀이

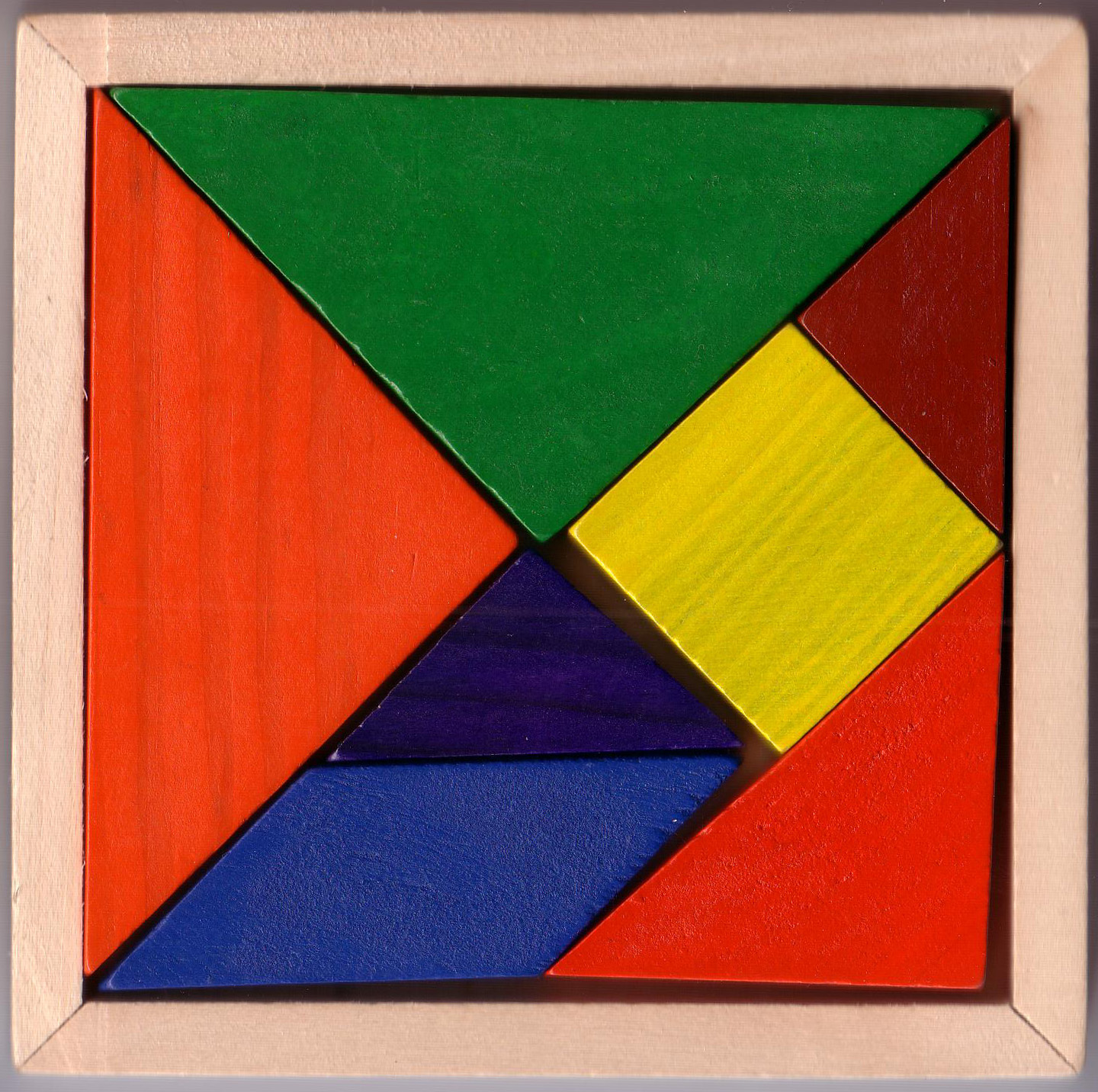
칠교놀이 조각

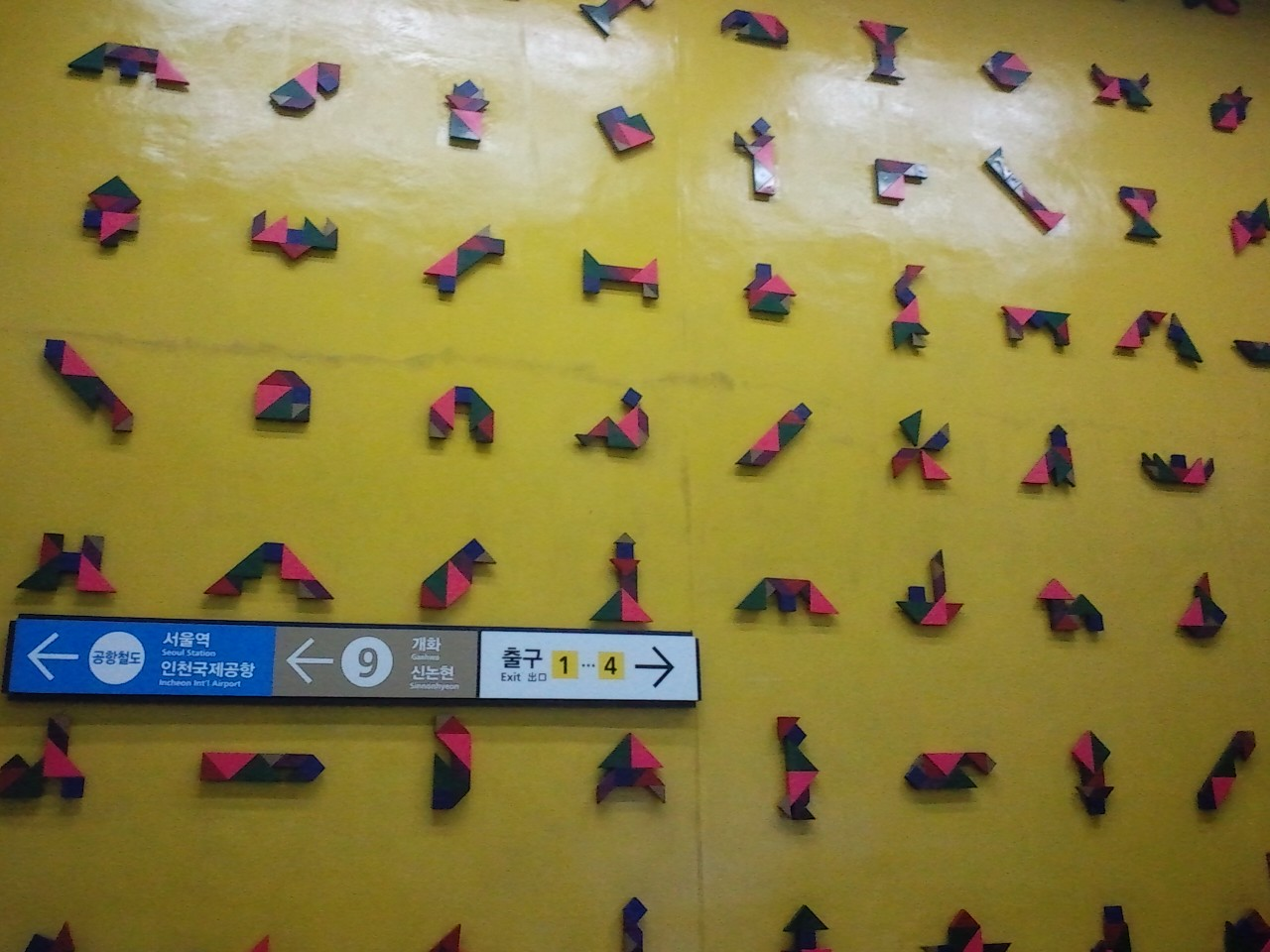
서울 도시철도 5호선 김포공항역에 있는 칠교

칠교놀이(七巧 - )는 동양의 퍼즐 놀이 중 하나로, 큰 정사각형을 직각이등변삼각형과 정사각형 등의 총 7개의 조각으로 잘라서 그 조각들을 하나씩 모두 사용해 모양을 만드는 놀이이다.

## 규칙
7개로 나뉜 조각이 한 세트이며, 이를 모두 사용해야 한다. 7개의 조각을 모두 사용한 후 다른 조각을 추가해서 사용할 수 없으며, 7개의 조각 중 하나의 조각도 빼서도 안 된다.

## 조각 구성
아래 표는 7개의 조각을 합쳐 만든 큰 정사각형의 변 길이를 4로, 총 면적을 16으로 정의하여 기재하였다.
| 모양        | 개수 | 변 길이                                       | 면적 | 총면적 |
| ----------- | ---- | --------------------------------------------- | ---- | ------ |
| 큰 삼각형   | 2    | 긴 변 4, 짧은 변 {\displaystyle 2{\sqrt {2}}} | 4    | 8      |
| 중간 삼각형 | 1    | 긴 변 {\displaystyle 2{\sqrt {2}}}, 짧은 변 2 | 2    | 2      |
| 정사각형    | 1    | 각 변 {\displaystyle {\sqrt {2}}}             | 2    | 2      |
| 평행사변형  | 1    | 긴 변 2, 짧은 변 {\displaystyle {\sqrt {2}}}  | 2    | 2      |
| 작은 삼각형 | 2    | 긴 변 2, 짧은 변 {\displaystyle {\sqrt {2}}}  | 1    | 2      |
| 합계        | 7    |                                               |      | 16     |

중간 삼각형, 정사각형, 평행사변형 조각은 작은 삼각형 조각 2개를 이어 붙이면 합동인 모양을 만들 수 있다. 또한, 중간 삼각형 조각에 작은 삼각형 조각 2개를 이어 붙이면 원래의 큰 삼각형 조각과 합동인 모양을 만들 수 있다.

## 조각 예

사람 모양

칠교 조각으로 육각형 이하의 도형을 조합할 수 있는 경우의 수는 아래와 같이 13가지이다.